# 삼인보검
삼인보검은 전북특별자치도 군산시 개정면 원발산길 33-2에 있는 삼인보검이다. 2003년 10월 20일 군산시의 향토문화유산 제2호로 지정되었다.

## 개요
삼인보검은 1590년(선조 23) 제작되어 1596년(선조 29) 최호 장군이 충청도 수군절도사로 임명될 때 임금으로부터 하사받은 보검으로 임진왜란 당시 일본군을 무찌르는데 이용한 검이다. 최호 장군은 함경도 병마절도사에 임명되었다가 의주로 피난한 선조를 옆에서 직접 호위하였고, 정유재란 때 원균의 통제사가 이끄는 연합 함대의 부산 해전의 선봉장으로 활약했다. 칠전량 해전에서 적의 주력 함대에 큰 타격을 주었으나 왜군의 집중 포화를 받고 62세에 순국했다. 최호 장군이 칠전량 전투에서 전사하자 선조는 직접 치제문을 내리기도 했다.
길이 94cm 가량의 삼인보검은 최호 장군이 받았던 교지와 교첩, 유서등과 함께 남아 있으며, 현재 군산 근대 역사 박물관에 영구 위탁되었다.
최호 장군이 직접 선조에게 하사받아 임진왜란 당시에 왜적을 무찌르는데 이용했던 것으로 역사적 가치가 크다.